# Campionato bielorusso di calcio a 5 2006-2007
Il campionato bielorusso di calcio a 5 2006-2007 è stato la diciottesima edizione della competizione e si è svolto con la formula del girone all'italiana.
Al termine del campionato la vittoria è andata al Mapid Minsk al suo primo campionato della storia, dopo la Coppa di Bielorussia conquistata nella stagione 2002/2003.

## Classifica finale
| Pos | Squadra              | Pti | G  | V  | N | P  | GF  | GS  |
| --- | -------------------- | --- | -- | -- | - | -- | --- | --- |
| 1   | Mapid Minsk          | 72  | 26 | 23 | 3 | 0  | 151 | 46  |
| 2   | Vitebskenergo        | 64  | 26 | 21 | 1 | 4  | 141 | 69  |
| 3   | Dorozhnik Minsk      | 57  | 26 | 19 | 0 | 7  | 144 | 54  |
| 4   | BGUFK-M.rakurs Minsk | 52  | 26 | 17 | 1 | 8  | 118 | 76  |
| 5   | Borisov-900 Borisov  | 51  | 26 | 17 | 0 | 9  | 140 | 113 |
| 6   | BTEU Gomel           | 45  | 26 | 13 | 6 | 7  | 121 | 91  |
| 7   | CKK Svetlahorsk      | 39  | 26 | 12 | 3 | 11 | 110 | 108 |
| 8   | Energetik Novolukoml | 36  | 26 | 11 | 3 | 12 | 91  | 84  |
| 9   | Spartak-54 Minsk     | 26  | 26 | 8  | 2 | 16 | 84  | 103 |
| 10  | Ekonomist Minsk      | 21  | 26 | 6  | 3 | 17 | 71  | 143 |
| 11  | BNTU Minsk           | 20  | 26 | 6  | 2 | 18 | 61  | 107 |
| 12  | Granit Mikashevichi  | 17  | 26 | 5  | 2 | 19 | 93  | 162 |
| 13  | Iput Dobrush         | 17  | 26 | 5  | 2 | 19 | 90  | 162 |
| 14  | Gornyak Soligorsk    | 15  | 26 | 5  | 0 | 21 | 111 | 208 |